# ویلیام وایلر
ویلیام وایلر (به آلمانی: William Wyler) (‏۱ ژوئیهٔ ۱۹۰۲ – ۲۷ ژوئیهٔ ۱۹۸۱) کارگردان آمریکایی-آلمانی دوران طلایی هالیوود بود.

## جوایز و افتخارات
وایلر با سه اسکار بهترین کارگردانی همراه با فرانک کاپرا و پس از جان فورد (با چهار اسکار کارگردانی) جزء رکوردداران است. او با ۱۲ بار نامزدی اسکار بهترین کارگردانی رکورددار بیشترین نامزدی در این رشته است. او جایزهٔ اسکار بهترین کارگردانی را در سال‌های ۱۹۴۲ برای فیلم خانم مینی‌ور، ۱۹۴۶ برای فیلم بهترین سال‌های زندگی ما و ۱۹۵۹ برای فیلم بن هور به‌دست‌آورد. وی همچنین با کارگردانی ۳۱ بازیگر مختلف در نقش‌هایی که منجر به نامزدی اسکار شده با سیزده برد رکورددار است.
وایلر همچنین در سال ۱۹۵۷ برندهٔ نخل طلای جشنواره فیلم کن برای فیلم ترغیب دوستانه شد.
- نامزد گلدن گلوب بهترین کارگردانی برای فیلم وارثه در سال ۱۹۴۹.

## فیلم‌شناسی
برخی از مهم‌ترین فیلم‌های وایلر:
- آزادی‌خواهی ال. بی جونز (۱۹۷۰؛ آخرین فیلم وایلر)
- دختر شوخ (۱۹۶۸)
- چگونه یک‌میلیون بدزدیم (۱۹۶۶)
- گردآورنده (۱۹۶۵)
- ساعت بچه‌ها (۱۹۶۱)
- بن هور (۱۹۵۹)
- کشور بزرگ (۱۹۵۸)
- ترغیب دوستانه (۱۹۵۷)
- ساعات ناامیدی (۱۹۵۵)
- تعطیلات رُمی (۱۹۵۳)
- داستان کارآگاه (۱۹۵۱)
- وارثه (۱۹۴۹)
- بهترین سال‌های زندگی ما (۱۹۴۶)
- خانم مینی‌ور (۱۹۴۲)
- روباه‌های کوچک (۱۹۴۱)
- نامه (۱۹۴۰)
- غربی (۱۹۴۰)
- بلندی‌های بادگیر (۱۹۳۹)
- بن‌بست (۱۹۳۷)
- این سه نفر (۱۹۳۶)
- دادزوورث (۱۹۳۶)
- بیا و بگیرش (۱۹۳۶)
- ساحره خوب (۱۹۳۵)
- مشاور قانون (۱۹۳۳)
- قهرمانان جهنم (۱۹۳۰؛ اولین فیلم ناطق وایلر)
- دام عشق (۱۹۲۹؛ آخرین فیلم صامت وایلر)
- شلیک نکن (۱۹۲۶)

## حضور در ایران
ویلیام وایلر در سومین جشنوارهٔ بین‌المللی فیلم تهران در سال ۱۳۵۳، که بخشی از آن به بزرگداشت او اختصاص داشت، حضور یافت. در این برنامه ۱۱ فیلم از این کارگردان به نمایش درآمد.